# Huta Baru Siundol
Huta Baru Siundol is een bestuurslaag in het regentschap Padang Lawas van de provincie Noord-Sumatra, Indonesië. Huta Baru Siundol telt 613 inwoners (volkstelling 2010).